# سنتز هم‌گرا
در شیمی، سنتز هم‌گرا(به انگلیسی: Convergent synthesis) راهبردی جهت بهبود کارایی سنتزهای چند مرحله ای است، و اغلب در سنتزهای آلی از اهمیت بالایی برخوردار است. در این نوع سنتز چندین قطعه منفرد از یک مولکول پیچیده در مرحله اول سنتز می‌شوند و سپس در مرحله دوم این قطعات با هم ترکیب شده و محصول نهایی را تشکیل می‌دهند. در سنتز خطی، عملکرد کلی با هر مرحله واکنش به سرعت کاهش می‌یابد:
A → B → C → D
فرض کنید عملکرد برای هر واکنش ۵۰٪ باشد. عملکرد کلی D فقط ۱۲٫۵٪ از A است.
اما در یک سنتز همگرا
%A → B (50)
%C → D (50)
B + D → E (25%)
عملکرد کلی E (۲۵٪) بسیار بهتر به نظر می‌رسد. سنتز همگرا در سنتز مولکول‌های پیچیده اعمال می‌شود و شامل جفت شدن قطعات و سنتز مستقل است. این روش در صورت بزرگ و متقارن بودن ترکیب نهایی، مفیدتر است. به این صورت که حداقل دو بخش از مولکول می‌تواند به طور جداگانه تشکیل شود و نهایتاً در کنار هم قرار بگیرند.
مثال‌ها:
- در سنتز دندریمر[۲] که طی آن شاخه‌ها(که از پیش تولید شده‌اند) به هسته مرکزی متصل می‌شوند.
- پروتئین‌های با حداکثر ۳۰۰ اسید آمینه با سنتز هم‌گرا و نهایتاً با استفاده از انعقاد شیمیایی تولید می‌شوند.
- مثالی از استفاده سنتز هم‌گرا در سنتز جامع عبارت است از مرحله نهایی (حلقه‌زایی [۲+۲] فتوشیمیایی) سنتز منجر به تولید ترکیب biyouyanagin A:[۳]

## یادداشت
1. ↑  fragment coupling
2. ↑  independent synthesis